# ايلين جيلروي
إيلين جيلروي ولدت سنة 1 مارس 1993هي لاعبة كرة قدم أسترالية تلعب مع فريق هوثورن في دوري كرة القدم الأمريكية للسيدات . وقع جيلروي مع شمال ملبورن كمبتدئ خلال فترة توقيع المبتدئين لعام 2019 في اوت .  ظهرت لأول مرة ضد ملبورن في كيسي فيلدز في الجولة الافتتاحية لموسم 2020 . 